# Пинки (дрога)
Пинки је популарни назив за дрогу „У-47700”, и сматра се уједно једним од најопаснијих тј. најсмртоноснијих опијата.
Дрога је тако дозирана да је довољно свега пар милиграма да проузрокује дејство. Сам додир може водити ка предозирању.
Иначе наркотестови не откривају Пинки, дрогу која се тек пар мјесеци налази у оптицају и која је одговорна за десетине жртава у САД, а међу њима је наводно и пјевач Принс.
Криминалистичке службе сматрају да је земља поријекла дроге Кина, те тренутно анализирају путеве дистрибуције ове дроге, која је наводно осам пута „јача” од хероина.

## Занимљивости
Када је дрога „Пинки”, однела је прве животе у Аустрији службеник Савезне криминалистичке службе Аустрије је изјавио:
Ако бих имао избор између руског рулета и ове дроге онда бих изабрао пиштољ, јер су ми шансе да преживим веће.